# Monte Gimie
O monte Gimie é a montanha mais alta da ilha de Santa Lúcia, com 950 m de altitude. É de origem vulcânica e as suas encostas encontram-se cobertas por floresta tropical.